# レオポルト・フォン・エスターライヒ＝トスカーナ (1897-1958)
レオポルト・フォン・エスターライヒ＝トスカーナ（Leopold Erzherzog von Österreich-Toskana, 1897年1月30日 - 1958年3月14日）は、オーストリア帝室の分枝ハプスブルク＝トスカーナ家出身の大公（Erzherzog）。トスカーナ大公レオポルド2世の曾孫。

## 生涯
レオポルト・ザルヴァトール大公と、その妻でスペインのカルリスタ王位請求者マドリード公カルロス・マリアの娘ブランカの間の第5子、次男。正式な洗礼名はレオポルト・マリア・アルフォンス・ブランカ・カール・アントン・ベアトリクス・ミヒャエル・ヨーゼフ・ペーター・イグナーツ（Leopold Maria Alfons Blanka Karl Anton Beatrix Michael Joseph Peter Ignatz）。

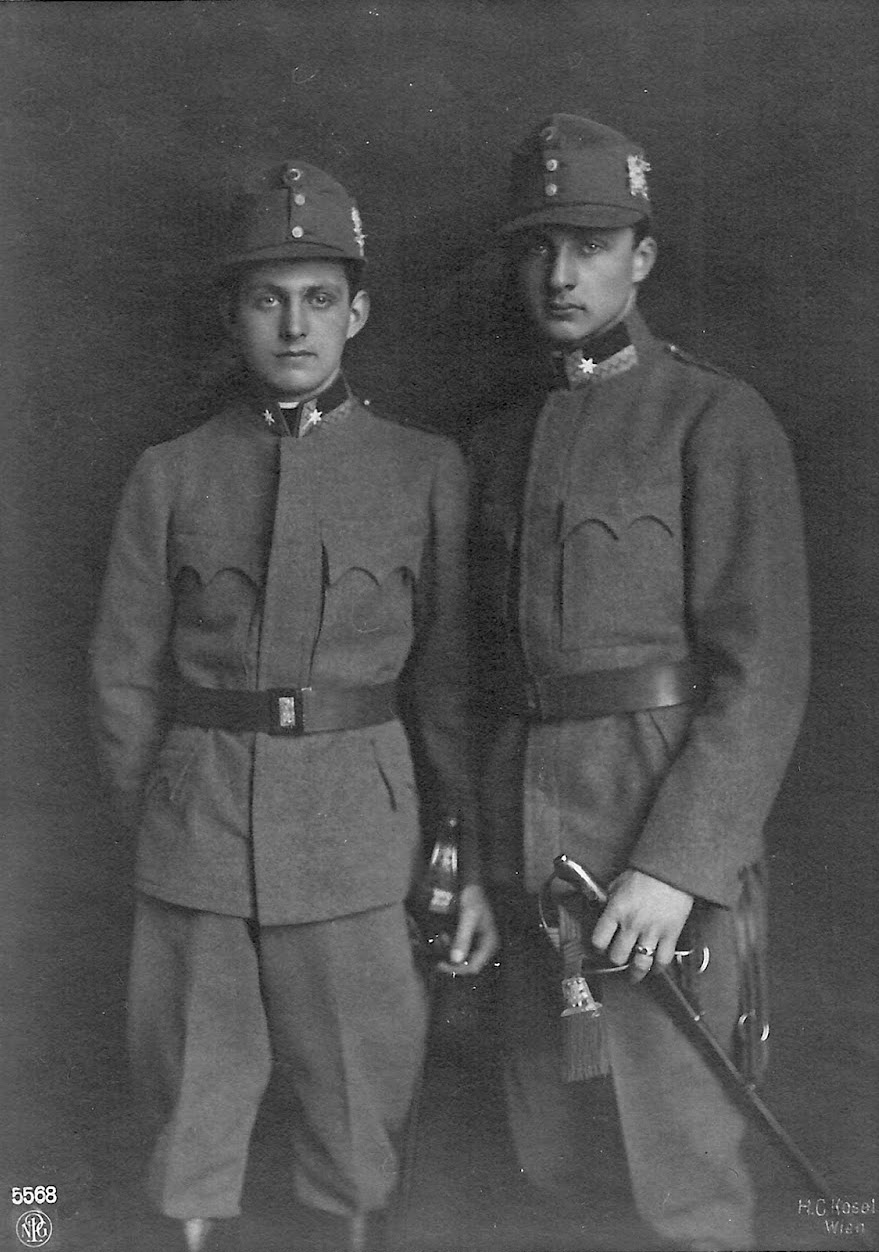
レオポルト（左側）と兄ライナー（右側）、1917年

第1次世界大戦が始まると、兄ライナーとともに二重帝国陸軍の砲兵少尉に任官。1916年兄と一緒に金羊毛騎士団騎士に叙任される。イタリア戦線に従軍し、1917年5月25日トリエステ近郊メデアッツァでの戦闘で戦功を立てた。大戦末期のピアーヴェ川の戦いでも前線に配置されている。
1918/1919年の二重帝国と君主制の崩壊に伴い、家族は亡命・出国したが、レオポルトは兄ライナーと一緒にハプスブルク法を受け入れる形で共和国政府に忠誠を誓い、オーストリアに残った。当時彼はクロアチア人男爵令嬢ダグマール・ニコリッチ＝ポドリンスカ（1898年 - 1967年）と交際しており、レオポルトは貴賤結婚に反対する両親の説得を無視し、1919年4月12日にウィーンで彼女と結婚、娘を1人もうけた。1931年ダグマールと離婚後、単身アメリカ合衆国に移住し「レオポルド・H・ロレイン（Leopold H Lorraine）」と名乗った。1932年アリス・コバーンと再婚した。
一時期ハリウッド俳優を志願して何本かの映画に端役で出演したが、その後2番目の妻と一緒にコネチカット州ウィリマンティックに小さな家を買い、工場労働者として暮らした。1953年合衆国に帰化。1958年死去した際、ハプスブルク家出身者として初めて火葬された。骨壺はカプツィーナー納骨堂に安置された。

## 子女
- ガブリエーレ・ハプスブルク＝ロートリンゲン（1921年 - 2008年） - スイス人銀行家ヨハネス・フォン・デア・ミュール（1918年 - 1977年）と1948年結婚（1958年離婚）し1男2女をもうける[2]。

## 引用・脚注
1. ↑  Harding, Lost Waltz, p. 20
2. 1 2 3 4  McIntosh, The Unknown Habsburgs, p. 51